# Le Livre maudit
Le Livre maudit (The Blast of the Book) est une nouvelle policière écrite par G. K. Chesterton, parue en 1933.
La nouvelle met en scène le père Brown.

## Historique
La nouvelle paraît pour la première fois en octobre 1933, sous le titre The Five Fugitives, dans le magazine londonien The Story-Teller, avant d'être reprise l'année suivante, sous le titre The Blast of the Book, dans le recueil Le Scandale du père Brown (The Scandal of Father Brown).

## Résumé
Le professeur Openshaw, un ami de longue date du père Brown, s'intéresse depuis toujours à débusquer les charlatans et les fraudeurs dans le milieu de l'occultisme et des superstitions. 
Un jour, il reçoit à son bureau le curieux révérend Luke Pringle qui se dit en possession d'un livre maudit. Tous ceux qui ont ouvert et consulté les pages de ce vieux bouquin ont été saisis, dans les minutes qui ont suivi, d'une crise de folie, tout juste avant de se dissoudre dans les airs, sans laisser la moindre trace. Et le révérend raconte par le menu deux disparitions causées par l'objet maléfique. Il révèle ensuite avoir laissé le livre maudit sur le bureau du secrétaire du professeur dans la pièce contiguë. Or, quand Openshaw s'y précipite, avec le révérend sur les talons, il est déjà trop tard. Le secrétaire, mû par une étrange curiosité, a ouvert le paquet qui contenait le livre, l'a consulté et a sauté par la fenêtre, dont la vitre est fracassée, bien que le corps du malheureux ait disparu. 
Un peu plus tard, le même jour, dans un quartier résidentiel de Londres, le professeur Openshaw est témoin d'une autre disparition causée par le livre diabolique. Aussi, ce soir-là, encore bouleversé, il retrouve le père Brown dans un restaurant et lui avoue être ébranlé pour la première fois dans ses convictions scientifiques les plus sûres. Le père Brown affiche pourtant devant lui un calme surprenant. 
Sur les entrefaites, le professeur reçoit à sa table un coup de téléphone du révérend Pringle qui s'est décidé à ouvrir le livre. Le professeur tente de l'en dissuader, mais trop tard. Un cri jaillit de l'appareil. Le révérend a connu le même terrible sort que les autres victimes. 
Le père Brown ne s'arrête pas pour autant de converser amicalement avec le serveur et de se préparer à bien manger. En fait, il ne partage guère l'émoi du professeur, car, n'étant pas superstitieux, il a tout compris.

## Particularités de la nouvelle
La nouvelle évoque la tragédie de Macbeth de William Shakespeare.
Le Livre maudit reprend, sous une forme humoristique, le thème fréquent chez Chesterton, et notamment dans la nouvelle L'Homme invisible, du manque d'attention des riches et des puissants à l'égard des humbles.

## Éditions
- The Five Fugitives, The Story-Teller, Londres, octobre 1933 ;
- The Blast of the Book, in The Scandal of Father Brown, Cassell & Co., Londres, 1935.

Éditions françaises
- Le Livre maudit (traduction de Jeanne Fournier-Pargoire), dans Le Scandale du père Brown, Lausanne, Éditions L'Âge d'Homme, 1936 ;
- Le Livre maudit (traduction de Jeanne Fournier-Pargoire), dans Le Scandale du père Brown, Paris, Le Bateau ivre, 1946 ;
- Le Livre maudit (traduction de Jeanne Fournier-Pargoire), dans Le Scandale du père Brown, Paris, UGE, « 10/18 » no 2092, 1990 ;
- Le Livre maudit (traduction de Claude Caillate), dans Le Secret du père Brown et autres nouvelles, Paris, LGF, « Le Livre de poche. Libretti. » no 32122, 1991 ;
- Le Livre maudit (traduction de Jeanne Fournier-Pargoire, révisée par J.-F. Amsel), dans Les Enquêtes du père Brown, Paris, Omnibus, 2008. Traduction intégrale.